# جنگ جهانی اول (فیلم)
با جنگ جهانی اول ( بازی ویدیویی ) اشباه گرفته نشود .
«جنگ جهانی» (انگلیسی: The Great War (2007 film)) یک فیلم که در سال ۲۰۰۷ منتشر شد و همانطور که از نامش پیداست مربوط به دوره جنگ جهانی اول است .